# Ель-Аріш – Ашкелон (газопровід)
Ель-Аріш — Ашкелон (газопровід) — міждержавний трубопровід, що сполучає газотранспортні системи Єгипту та Ізраїлю.
Відкриття в 1990-х роках на середземноморському шельфі Єгипту значних запасів природного газу покликало до життя плани його поставок до інших країн. При цьому розвивали як експорт зрідженого газу (заводи Ідку та SEGAS), так і транспортування трубопровідним транспортом, для чого спорудили трубопровід Ель-Тіна – Ель-Аріш, від якого отримали живлення Арабський газопровід (поставки до Йорданії, Сирії та Лівану) і трубопровід Ель-Аріш – Ашкелон, що став до ладу в 2008-му.
Загальна довжина траси Ель-Аріш – Ашкелон становить 89 км, з яких 85,4 км припадає на офшорну ділянку. Трасу проклали так, щоб обійти не лише сектор Гази, але і його територіальні води. Діаметр газопроводу становить 650 мм, а початковий тиск на єгипетській компресорній станції дорівнює 9,5 МПа. В Ашкелоні створили сполучення із Центральним газопроводом, що передавав отриманий ресурс до інших частин ізраїльської газотранспортної системи.
Проект реалізували через компанію East Mediterranean Gas Company (EMG), яка була спільним підприємством турецької приватної Mediterranean Gas Pipeline (28 %), ізраїльської Merhav (25 %), таїландської PTT (25 %), компанії з реєстрацією у США EMI-EGI LP (12 %) та єгипетської державної Egyptian General Petroleum Corporation (10 %). Вартість прокладання трубопроводу становила 470 млн доларів США.
Вже у 2012 році через нестачу продукції для внутрішнього ринку Єгипет зупинив експорт. Втім, невдовзі виникли плани використовувати газопровід у реверсному режимі для поставок з виявленого 2010 року гігантського ізраїльського родовища Левіафан. Консорціум, котрий планував розробку останнього, а також єгипетська Egyptian East Gas (ймовірно, пов'язана із розвідувальною службою країни) у 2018 погодились придбати 39 % участі у EMG за 518 млн доларів США (в тому числі повністю частки Merhav та EMI-EGI LP). Хоча Egyptian East Gas внесла лише 148 млн доларів США, проте вона отримала половину із придбаної частки.
У січні 2020-го почалась подача газу до Єгипту. На той час завдяки розробці супергігантського родовища Зогр дефіцит газу на внутрішньому єгипетському ринку був ліквідований, а поданий з Ізраїлю ресурс мав спрямовуватися для зрідження.
Враховуючи обмежену пропускну здатність ізраїльської газотранспортної мережу у напрямку Ашкелону, станом на 2020 рік розглядався проект прокладання сюди прямої перемички від Ашдоду, до якого газ із Левіафана надходить по газопроводу від Дора.